# Mulitefala
Mulitefala – niewielka wyspa położona na Oceanie Spokojnym, w archipelagu Tuvalu, w północnej części atolu Funafuti.